# アウクトルム
auctorum（auct.あるいはauctt.と略される）は、植物学および動物学において、学名が原著者らが設立した時とは異なる意味で後の数多くの著者らに使われていることを示す際に使用される語句である。auctorumはラテン語で「著者らの」という意味である。
しばしば、necあるいはnonと連結して、誤って命名された名称であることを示すために使われる。

## 例
Tinea trinotellaのシノニムの一覧にはTinea tripunctella (auct. non Denis & Schiffermüller 1775) と書かれている。Tinea tripunctellaはTinea trinotellaのシノニムとして書かれているように見えるが、学名に添えられた「auct.」はTinea tripunctellaが実際は正当な種であることを示している。この場合、auct.はnonと共に使われており、「原著者が設立した時とは違った意味で、後世の著者たちによって使われている」、つまり「DenisおよびSchiffermüllerが1775年に設立したTinea tripunctellaとは異なる」ことが示されている。